# كون إير
كون إير (بالإنجليزية: Con Air)‏ هو فيلم حركة تم إنتاجه في الولايات المتحدة وصدر في سنة 1997. من بطولة نيكولاس كيج وجون كيوزاك وجون مالكوفيتش.

## الميزانية والإيرادات
بلغت تكلفة إنتاج الفيلم حوالي 75 مليون دولار بينما حقق أرباحا تقدر بـ 224 مليون دولار.

## وصلات خارجية
- كون إير على موقع IMDb (الإنجليزية)
- كون إير على موقع ميتاكريتيك (الإنجليزية)
- كون إير على موقع روتن توميتوز (الإنجليزية)
- كون إير على موقع نتفليكس (الإنجليزية)
- كون إير على موقع قاعدة بيانات الأفلام العربية
- كون إير على موقع ألو سيني (الفرنسية)
- كون إير على موقع Turner Classic Movies (الإنجليزية)
- كون إير على موقع أول موفي (الإنجليزية)
- كون إير على موقع بوكس أوفيس موجو (الإنجليزية)
- كون إير على موقع فيلمافينيتي (الإسبانية)